# Athyreus martinezi
Athyreus martinezi es una especie de coleóptero de la familia Geotrupidae.

## Distribución geográfica
Habita en Perú y Ecuador.